# Przesieki Drugie
Przesieki Drugie – jezioro w woj. wielkopolskim, w powiecie czarnkowsko-trzcianeckim, w gminie Krzyż Wielkopolski, leżące na terenie Równiny Drawskiej.

## Dane morfometryczne
Powierzchnia zwierciadła wody według różnych źródeł wynosi od 10,0 ha do 12,34 ha (lustra wody i ogólna).
Zwierciadło wody położone jest na wysokości 53,7 m n.p.m. lub 53,6 m n.p.m. Średnia głębokość jeziora wynosi 1,8 m, natomiast głębokość maksymalna 2,6 m.

## Hydronimia
Według danych z państwowego rejestru nazw geograficznych niestandaryzowana nazwa tego jeziora to Przesieki Drugie.
Według spisu opracowanego przez Komisję Nazw Miejscowości i Obiektów Fizjograficznych (KNMiOF) nazwa tego jeziora to Przesieki. W różnych publikacjach i na mapach topograficznych jezioro to występuje pod nazwą Przesieki lub Przesieki II.